# آن اوسگربی
آن اوسگربی (انگلیسی: Ann Osgerby؛ زادهٔ ۲۰ ژانویه ۱۹۶۳) شناگر اهل بریتانیا بود.
وی در مسابقات کشوری و بین‌المللی در مجموع برندهٔ ۲ مدال نقره، ۱ مدال برنز شده‌است.